# Kimandolu
Kimandolu è una circoscrizione urbana (urban ward) della Tanzania situata nel distretto urbano di Arusha, regione di Arusha. Conta una popolazione di 27 649 abitanti (censimento 2012).